# Verzorgingsplaats De Weeren
Verzorgingsplaats De Weeren  is een  Nederlandse verzorgingsplaats, gelegen aan de A32 Meppel - Leeuwarden tussen afritten 9 en 10 ter hoogte van Ter Idzard in de richting van Leeuwarden. De verzorgingsplaats ligt in de gemeente Weststellingwerf.
De parkeerplaats is voorzien van een spiegelafstelplaats. Het tankstation is van Texaco.
Aan de andere kant van de snelweg ligt verzorgingsplaats Dorpshellen.
Richting Leeuwarden: Paardeweide · De Weeren · Mandelân
Richting Meppel: Smarpot · Dorpshellen · Bovenboer